# Rue de la Pompe
Rue de la Pompe är en gata i Quartier de la Muette i Paris 16:e arrondissement. Rue de la Pompe, som börjar vid Avenue Paul-Doumer 100 och slutar vid Avenue Foch 41, har fått sitt namn efter den pump (franska: pompe) som försåg Château de la Muette med vatten.

## Omgivningar
- Notre-Dame-de-Grâce de Passy
- Notre-Dame-de-l'Assomption de Passy
- Square Lamartine

## Bilder
| - Gatuskylt. - Minnesplakett vid nummer 89. |

| - Notre-Dame-de-Grâce de Passy. - Notre-Dame-de-l'Assomption de Passy. - Square Lamartine. |

## Kommunikationer
- Tunnelbana – linje  – Rue de la Pompe
- Tunnelbana – linje  – Victor Hugo
- Busshållplats Pompe – Mairie du 16e – Paris bussnät, linje 63

### Webbkällor
- ”Rue de la Pompe”. Mairie de Paris. http://www.v2asp.paris.fr/commun/v2asp/v2/nomenclature_voies/Voieactu/7544.nom.htm. Läst 19 maj 2021.
- ”Rue de la Pompe”. Les rues de Paris. http://www.parisrues.com/rues16/paris-16-rue-de-la-pompe.html. Läst 19 maj 2021.